# Église Saint-Nicolas de Kosovica
Pour les articles homonymes, voir Église Saint-Nicolas.
L'église Saint-Nicolas de Kosovica (en serbe cyrillique : Црква Св. Николе у Косовици ; en serbe latin : Crkva Sv. Nikole u Kosovici) est une église orthodoxe serbe serbe située à Kosovica, dans la municipalité d'Ivanjica et dans le district de Moravica, en Serbie. Elle est inscrite sur la liste des monuments culturels protégés de la république de Serbie (no SK 508),,.

## Présentation
L'église, située sur les pentes du mont Javor, a été construite dans la première moitié du XIXe siècle, même si la légende la fait remonter à un bâtiment plus ancien édifié en hommage aux soldats serbes vaincus lors de la bataille de Kosovo Polje (1389).
De plan basilical, elle est constituée d'une nef unique prolongée par une abside demi-circulaire ; elle est construite en pierre concassée. La voute en berceau de la nef et la demi-calotte de l'abside, autrefois en pierre, sont désormais voûtées de bois. Le toit très pentu est recouvert de planches formant des bardeaux. Le sol est constitué de dalles de pierres irrégulières.
L'église est dépourvue de fresques, et toutes les surfaces des murs sont plâtrées.
L'église est partiellement enterrée et l'on accède à l'intérieur en descendant plusieurs marches.

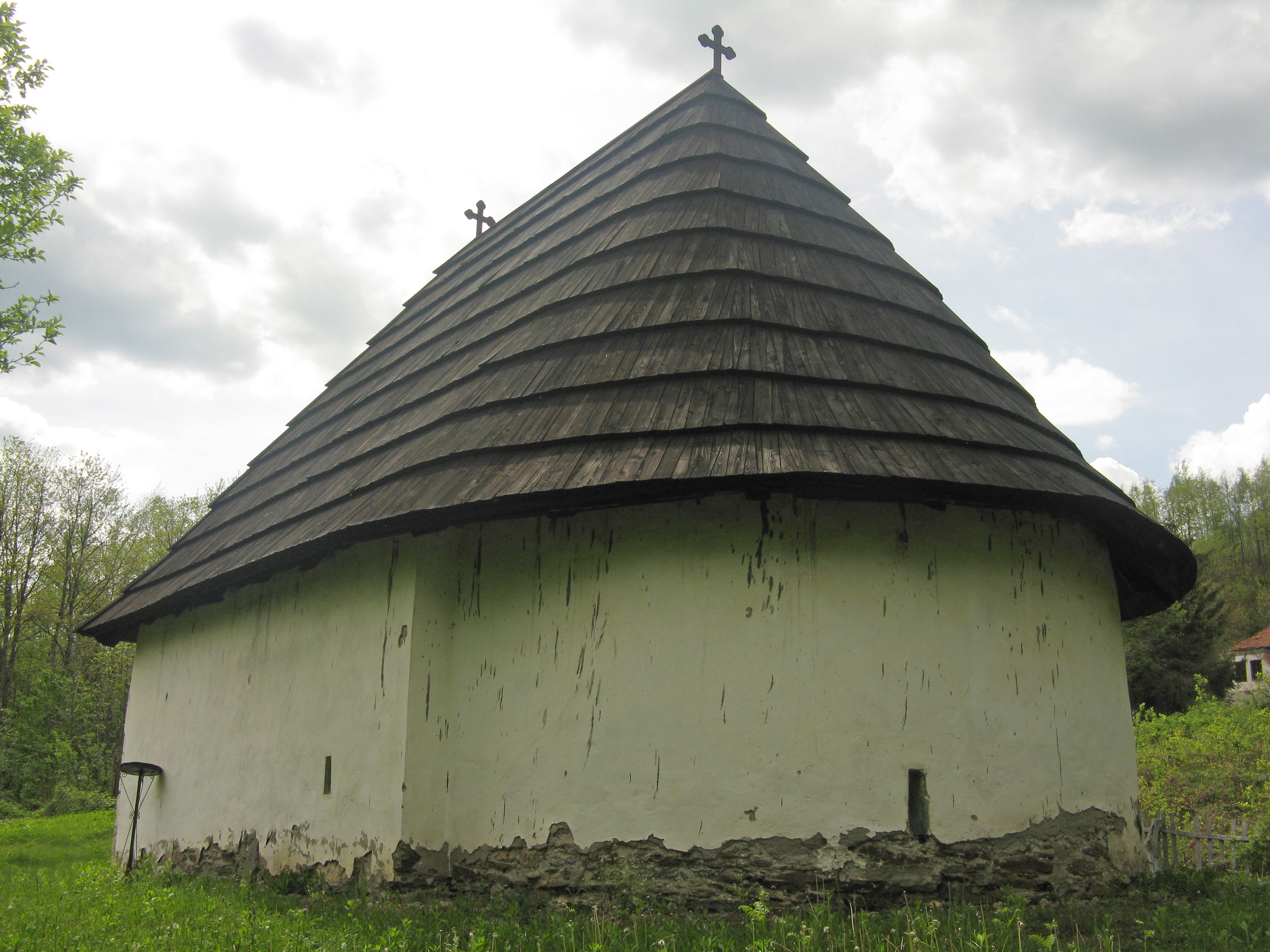
La façade est et le chevet.
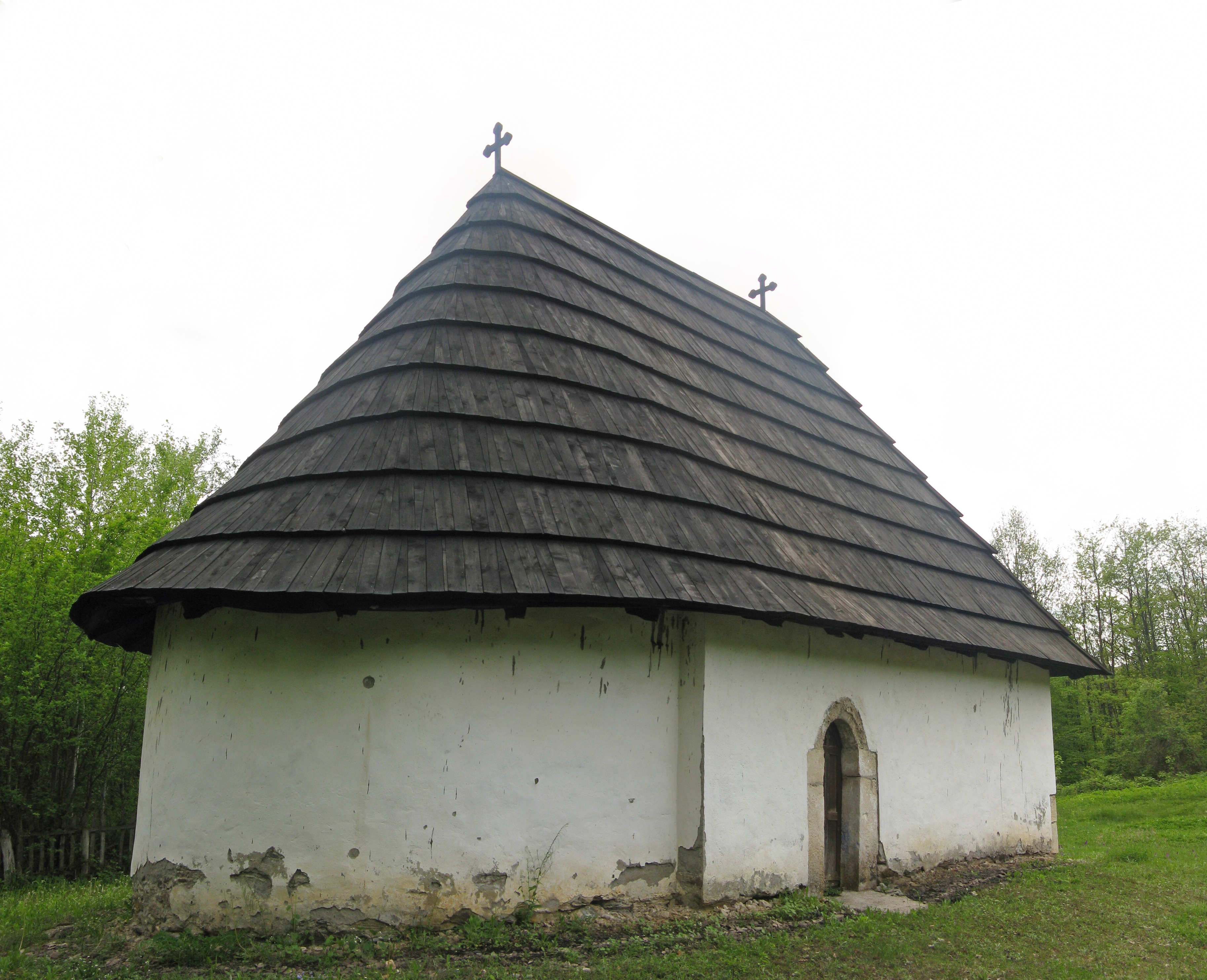
La façade nord et le chevet.
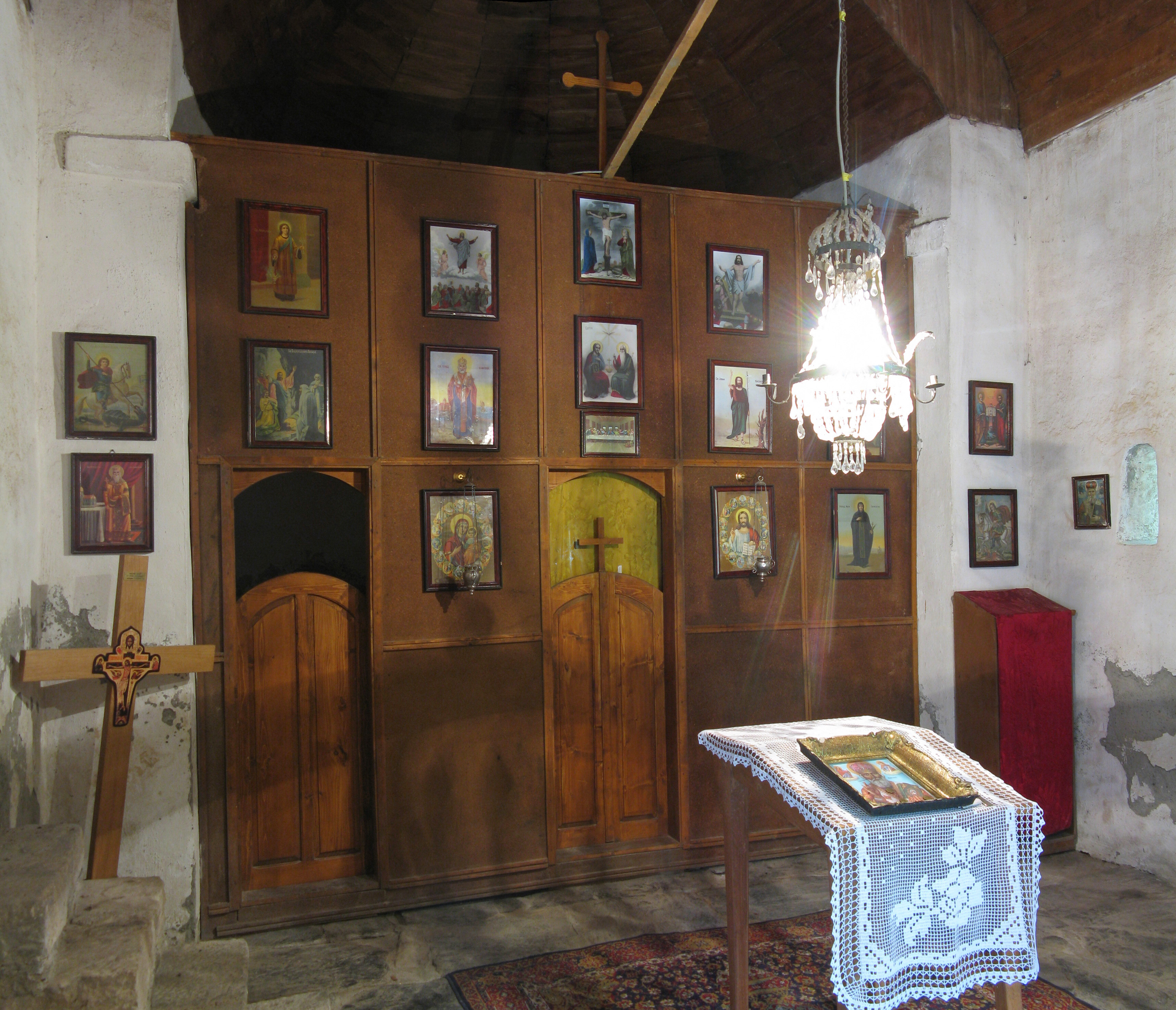
L'iconostase de l'église.